# Бребан
Бребан (фр. Bréban) насеље је и општина у североисточној Француској у региону Шампањ-Арден, у департману Марна која припада префектури Витри ле Франсоа.
По подацима из 2011. године у општини је живело 92 становника, а густина насељености је износила 8,7 становника/km². Општина се простире на површини од 10,57 km². Налази се на средњој надморској висини од 115 метара.

## Демографија
| 1962. | 1968. | 1975. | 1982. | 1990. | 1999. | 2011. |
| ----- | ----- | ----- | ----- | ----- | ----- | ----- |
| 100   | 101   | 91    | 93    | 82    | 91    | 92    |

График промене броја становника у току последњих година